# Wykluczenie ekologiczne

Płonący gaz w rafinerii w Nigerii

Wykluczenie ekologiczne – bytowanie określonych jednostek lub zbiorowości ludzkich w zdegradowanym środowisku naturalnym, charakteryzującym się zanieczyszczonym powietrzem, wodą i glebą, a zatem w warunkach nie odpowiadających podstawowym standardom zdrowotnym. Wpływa to na obniżenie jakości i poziomu ich życia, czego konsekwencją jest wykluczenie z różnych obszarów życia społecznego.
Wykluczenie ekologiczne jest ściśle związane z postępującą w niektórych rejonach globu degradacją środowiska przyrodniczego w wyniku ekspansji przemysłu i przeludnienia. Czynnikami warunkującymi wykluczenie ekologiczne są składowe tworzące środowisko domowe i środowisko pracy jednostek (usytuowanie, wyposażenie i substancje oraz składniki z jakich je wytworzono, ekspozycja na światło słoneczne, oddziaływanie promieniotwórcze i inne), jak również warunki podróżowania z i do pracy albo szkoły: hałas, stężenie spalin i innych szkodliwych substancji, ekspozycja słoneczna i inne. Szerzej doświadczenie wykluczenia ekologicznego ma oparcie w stanie środowiska w regionie, państwie, a nawet w skali globalnej – od tego stanu zależy jakość spożywanej wody, wdychanego powietrza oraz spożywanie jedzenia wytwarzanego na bazie miejscowych roślin. 
Funkcjonowanie jednostki w warunkach niskiej jakości środowiska naturalnego ma wpływ na zdrowie fizyczne i psychiczne, w tym zapadalność na choroby cywilizacyjne. Funkcjonowanie w zdewastowanym krajobrazie, pozbawionym walorów przyrodniczych, brak dostępu do czystej wody, jedzenie żywności skażonej lub mocno wzbogaconej chemikaliami łączy się z ograniczonym dostępem do określonych wartości przyrodniczych, np. zdrowotnych, estetycznych, czy rekreacyjnych. Najczęściej osoby z tych społeczności, z uwagi na swoje położenie ekonomiczne, nie są w stanie zmienić warunków bytowania, co różni ich i stawia w gorszej pozycji od warstw zamożniejszych. Powstaje w tej sytuacji czynnik różnicujący społecznie, wpływający na subiektywne odczucia, wzbudzający poczucie dyskryminacji i samookreślenie się takiej jednostki jako obywatela drugiej kategorii. Przy braku zmian w środowisku życiowym odczucia te narastają i w skrajnych przypadkach prowadzą do konfliktów społecznych i walk o zasoby naturalne.
Skutkiem degradacji środowiska przyrodniczego jest zespół zjawisk charakteryzujący się ubytkiem wszelkich czynników stanowiących o przyjemności życia ludzkiego: pogwałcenie uczuć estetycznych, skutki psychiczne (np. irytacja, frustracja) oraz skutki somatyczne narastające latami wskutek przyjmowania stosunkowo niewielkich dawek czynników szkodliwych (nowotwory, alergie, zwyrodnienia, zaburzenia metaboliczne, obniżenie odporności, problemy z rozrodczością, mutacje genetyczne, obniżenie poziomu inteligencji, pogorszenie pamięci, zmiana zachowań). Wszystko to prowadzi do zaburzeń funkcjonowania w społeczeństwie, utrudnia dostęp do rynku pracy i uruchamia błędne koło wykluczenia społecznego.